# El bautizo de Lituania
El bautizo de Lituania (originalmente en polaco: Chrzest Litwy), es un óleo sobre lienzo del artista polaco Jan Matejko que muestra la Cristianización de Lituania, entonces un Gran Ducado, y es parte de su serie Historia de la Civilización en Polonia.
La imagen muestra el bautismo de los príncipes boyardos y el pueblo lituano en donde se encontraba el templo al dios pagano Perkūnas, el Sábado Santo de 1387.